# Yanoconodon
Yanoconodon allini
Genre
Espèce
Yanoconodon est un genre éteint de mammifères appartenant à la famille des Jeholodentidae. Il a été découvert dans la formation géologique d'Yixian (biote de Jehol) dans la province du Hebei en Chine, datée du Barrémien (Crétacé inférieur), soit il y a environ entre 125,77 et 121,4 millions d'années.
Une seule espèce est rattachée au genre : Yanoconodon allini.

## Description et intérêt biologique
De par l'étude des fossiles, sa taille - estimée à environ 13 cm - tend à le décrire comme une espèce essentiellement insectivore.
Son oreille moyenne est un sujet d'étude d'importance pour les paléontologues car elle présente une forme transitionnelle remarquable entre celles des mammifères modernes et celles de leurs ancêtres mammaliaformes. Une autre particularité de sa morphologie est la présence de côtes lombaires, dont l'occurrence est rare chez les mammifères.
En 2017, une nouvelle étude du squelette de l'animal a également montré sa particularité d'être un mammifère terrestre généralisé, avec des caractéristiques qu'il partage avec des mammifères capables de diverses formes de locomotion (fouisseur, arboricole et semi-aquatique).

## Étymologie du nom
Le nom Yanoconodon se décompose en Yan, de la chaîne de montagnes de Yan, de la province de Hebei au nord de la Chine et conodon le latin pour dents acérées. Le nom de l'espèce est un hommage au paléontologue Edgar Allin, dont la recherche s'était portée sur l'évolution de l'oreille moyenne.

## Publication originale
- (en) Luo, Z., Chen, P., Li, G., & Chen, M. (2007) « A new eutriconodont mammal and evolutionary development in early mammals », Nature, Vol 446, 15 mars 2007, DOI 10.1038/nature05627.